# Гискар (кантон)

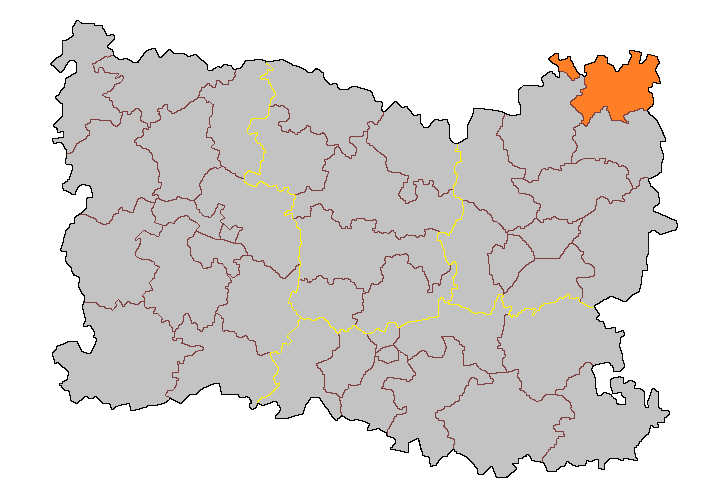
Кантон Гискар на карте департамента Уаза

Гискар (фр. Guiscard) — упраздненный кантон во Франции, регион Пикардия, департамент Уаза. Входил в состав округа Компьень.
В состав кантона входили коммуны (население по данным Национального института статистики за 2010 г.):
- Берланкур (334 чел.)
- Божи-су-Буа (86 чел.)
- Бюсси (311 чел.)
- Вильсельв (378 чел.)
- Гискар (1 878 чел.)
- Голанкур (383 чел.)
- Кампань (143 чел.)
- Катиньи (200 чел.)
- Кеми (182 чел.)
- Кризоль (1 031 чел.)
- Ле-Плесси-Пат-д'Уа (100 чел.)
- Либермон (211 чел.)
- Мокур (283 чел.)
- Мюиранкур (554 чел.)
- Оньоль (289 чел.)
- Сермез (245 чел.)
- Солант (117 чел.)
- Флави-ле-Мельдё (201 чел.)
- Френиш (325 чел.)
- Фретуа-ле-Шато (262 чел.)

## Экономика
Структура занятости населения :
- сельское хозяйство — 9,6 %
- промышленность — 20,1 %
- строительство — 9,1 %
- торговля, транспорт и сфера услуг — 32,7 %
- государственные и муниципальные службы — 28,5 %

## Политика
На президентских выборах 2012 г. жители кантона отдали в 1-м туре Марин Ле Пен 32,3 % голосов против 25,0 % у Николя Саркози и 20,9 % у Франсуа Олланда, во 2-м туре в кантоне победил Саркози, получивший 54,2 % (2007 г. 1 тур: Саркози  — 30,2 %, Жан-Мари Ле Пен — 22,1 %; 2 тур: Саркози — 58,7 %). На выборах в Национальное собрание в 2012 г. по 6-му избирательному округу департамента Уаза они в 1-м туре отдали больше всего голосов - 29,3 % - кандидату Национального фронта Мишелю Гиньо, а во 2-м туре - кандидату левых, коммунисту Патрису Карвальо - 37,6 % (во 2-м туре участвовало три кандидата).
|  | Кандидат      | Партия                   | % голосов |
|  | ------------- | ------------------------ | --------- |
|  | Тибо Делаванн | Радикальная партия левых | 95,09     |
|  | Жерар Леконт  | Социалистическая партия  | 4,91      |

|  | Кандидат     | Партия                    | % голосов |
|  | ------------ | ------------------------- | --------- |
|  | Жерар Леконт | Социалистическая партия   | 41,57     |
|  | Филипп Лемер | Союз за народное движение | 38,95     |
|  | Жерар Деберг | Национальный фронт        | 19,48     |